# Campeonato Nacional de Argelia 2014-15
El Campeonato Nacional de Argelia 2014-15 es la 51ª edición de la Championnat National de Première Division, la máxima categoría del fútbol profesional de Argelia. Inició el 15 de agosto del 2014 y finalizó el 29 de mayo de 2015.

## Sistema de campeonato
Se disputarán 30 fechas enfrentándose todos los equipos, al final quien acumula más puntos en la temporada finaliza campeón y tendrá cupo a la Liga de Campeones de la CAF, el segundo obtiene el otro cupo y el tercero obtendrá cupo a la Copa Confederación de la CAF. Los últimos tres equipos de la clasificación descienden a la Ligue Professionnelle 2 .

## Datos de los clubes
| Club           | Ciudad         | Estadio                       | Capacidad |
| -------------- | -------------- | ----------------------------- | --------- |
| USM Alger      | Algiers        | Stade Omar Hammadi            | 17.500    |
| MC Alger       | Algiers        | Stade 5 Juillet 1962          | 76.000    |
| JS Kabylie     | Tizi Ouzou     | Stade 1.er Novembre           | 20.000    |
| ES Sétif       | Sétif          | Stade 8 Mai 1945              | 25.000    |
| ASO Chlef      | Chlef          | Stade Mohamed Boumezrag       | 17.000    |
| CS Constantine | Constantina    | Stade Mohamed Hamlaoui        | 40.000    |
| MC El Eulma    | El Eulma       | Stade Messaoud Zougar         | 25.000    |
| CR Belouizdad  | Algiers        | Stade 20 Août 1955            | 21.000    |
| USM El Harrach | Algiers        | Stade 1er Novembre            | 8.000     |
| USM Bel-Abbès  | Sidi Bel Abbés | Stade 24 Fevrier 1956         | 45.000    |
| MC Oran        | Oran           | Stade Ahmed Zabana            | 40.000    |
| MO Béjaïa      | Béjaïa         | Stade de l'Unité Maghrébine   | 18.000    |
| NA Hussein Dey | Argel          | Stade Frères Zioui            | 7.000     |
| JSM Béjaïa     | Béjaïa         | Stade de l'Unité Maghrébine   | 18.000    |
| ASM Oran       | Orán           | Stade Habib Bouakeul          | 20.000    |
| JS Saoura      | Méridja        | Stade 20 Août 1955 (Béchar)   | 8.000     |
| RC Arbaâ       | Larbaâ         | Stade Omar Hamadi (Bologhine) | 17.500    |

## Clasificación
- Actualizado al final del torneo el 29 de mayo de 2015

|     | Equipo         | PJ | PG | PE | PP | GF | GC | DG  | PTS |
| --- | -------------- | -- | -- | -- | -- | -- | -- | --- | --- |
| 1.  | ES Sétif       | 30 | 13 | 9  | 8  | 37 | 28 | +9  | 48  |
| 2.  | MO Béjaïa      | 30 | 12 | 11 | 7  | 36 | 23 | +13 | 47  |
| 3.  | MC Oran        | 30 | 11 | 11 | 8  | 19 | 19 | 0   | 44  |
| 4.  | USM El Harrach | 30 | 13 | 4  | 13 | 30 | 32 | −2  | 43  |
| 5.  | CS Constantine | 30 | 11 | 9  | 10 | 32 | 31 | +1  | 42  |
| 6.  | CR Belouizdad  | 30 | 11 | 9  | 10 | 27 | 34 | −7  | 42  |
| 7.  | USM Alger      | 30 | 10 | 11 | 9  | 35 | 27 | +8  | 41  |
| 8.  | ASM Oran       | 30 | 11 | 8  | 11 | 33 | 37 | −4  | 41  |
| 9.  | NA Hussein Dey | 30 | 10 | 10 | 10 | 23 | 22 | +1  | 40  |
| 10. | RC Arbaâ       | 30 | 12 | 4  | 14 | 28 | 35 | −7  | 40  |
| 11. | MC Alger       | 30 | 10 | 9  | 11 | 33 | 31 | +2  | 39  |
| 12. | JS Kabylie     | 30 | 11 | 6  | 13 | 35 | 35 | 0   | 39  |
| 13. | JS Saoura      | 30 | 10 | 9  | 11 | 26 | 29 | −3  | 39  |
| 14. | MC El Eulma    | 30 | 11 | 5  | 14 | 40 | 36 | +4  | 38  |
| 15. | ASO Chlef      | 30 | 8  | 12 | 10 | 24 | 28 | −4  | 36  |
| 16. | USM Bel-Abbès  | 30 | 8  | 9  | 13 | 19 | 28 | −9  | 33  |

(A) : Ascendido la temporada anterior.
|  | Campeón y clasificado a la Liga de Campeones de la CAF 2016. |
|  | Clasificado a la Liga de Campeones de la CAF 2016.           |
|  | Clasificado a la Copa Confederación de la CAF 2016.          |
|  | Descenso a la Segunda División de Argelia.                   |

## Máximos goleadores
Goleadores de la temporada
| Pos | Jugador          | Equipo         | Goles |
| --- | ---------------- | -------------- | ----- |
| 1.  | Walid Derrardja  | MC El Eulma    | 9     |
| 2.  | Amine Abid       | USM El Harrach | 8     |
| 3.  | Hamza Boulemdaïs | CS Constantine | 8     |
| 4.  | Nouri Ouznadji   | NA Hussein Dey | 6     |
| 4.  | Ibrahim Chenihi  | MC El Eulma    | 5     |